# Jerry Reed

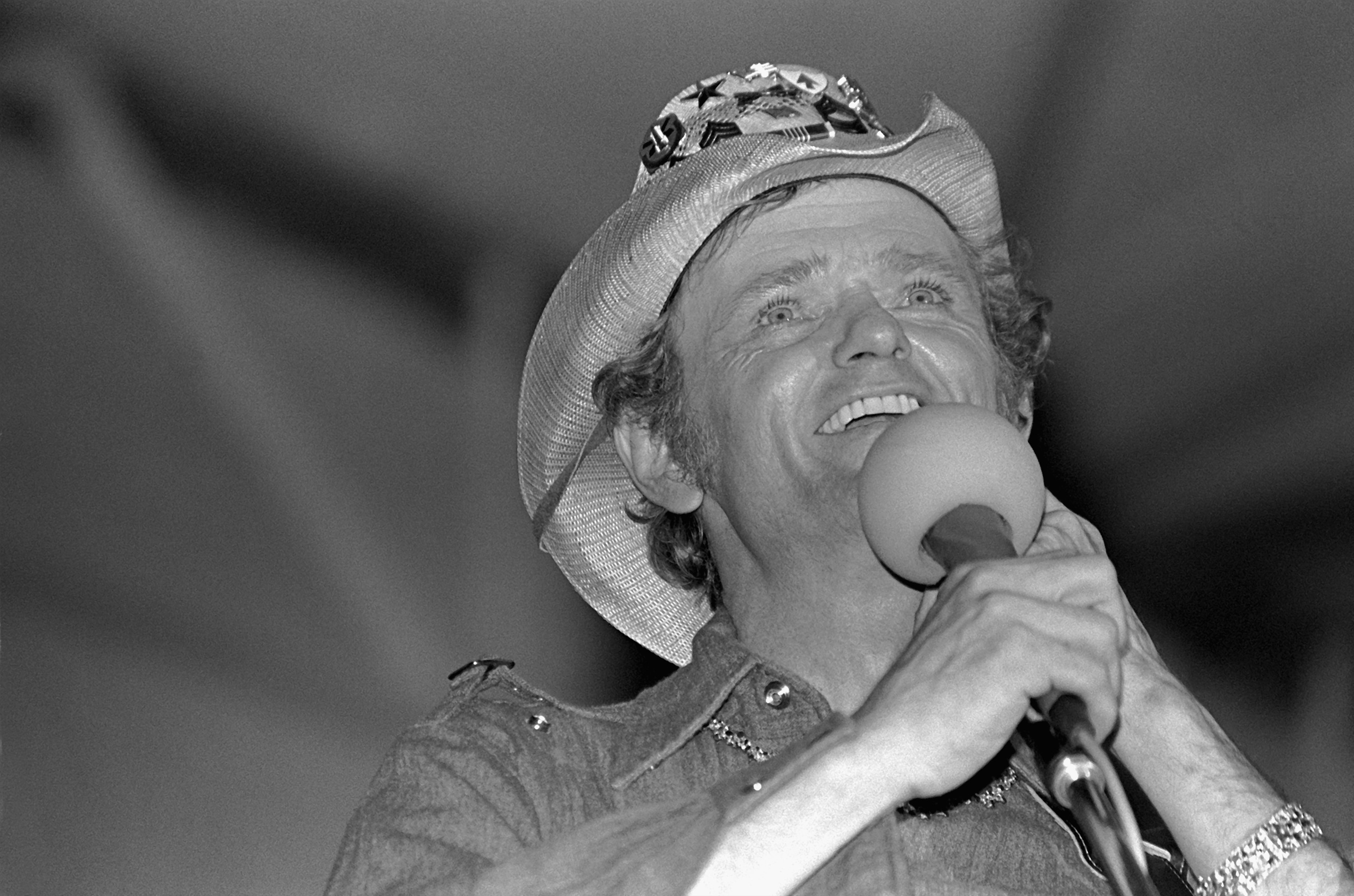
Jerry Reed (1982)

Jerry Reed Hubbard (* 20. März 1937 in Atlanta, Georgia; † 1. September 2008 in Nashville, Tennessee) war ein US-amerikanischer Countrysänger, Gitarrist, Schauspieler und Songwriter. Als Sänger wurde er vor allem mit dem Song When You’re Hot, You’re Hot bekannt, für den er 1972 einen Grammy Award erhielt. Seine bekannteste Schauspielrolle war die des Cledus Snow in Ein ausgekochtes Schlitzohr mit Burt Reynolds, mit dem er zuvor schon in W.W. and the Dixie Dancekings zusammen spielte.

## Leben

### Anfänge
Reed wurde 1937 in Atlanta geboren. Er war das zweite Kind von Robert und Cynthia Hubbard. Seine Eltern trennten sich kurz nach seiner Geburt. Gemeinsam mit seiner Schwester verbrachte er sieben Jahre in Waisenhäusern und bei Pflegeeltern. 1944 zog er zu Mutter und Stiefvater. Als Zehntklässler wirkte er bei verschiedenen Bühnenaufführungen als Schauspieler mit. In der High School begann er Songs zu schreiben. Später traf er den Musikproduzenten Bill Lowery.

### Karriere
Reed spielte seine Songs in Clubs der näheren Umgebung und erhielt 1955 von Capitol Records einen Dreijahresvertrag. 1958 wechselte er als Gitarrist und Backgroundsänger zu NRC Records. In seinen NRC-Jahren arbeitete er mit Joe South und Ray Stevens zusammen. Seine Frau Priscilla Mitchell (1941–2014) war ebenfalls bei NRC als Backgroundsängerin tätig. Sie nahm für Mercury Records das Duett Yes, Mr. Peters mit Roy Drusky auf.
1962 ging Reed nach Nashville und machte Bekanntschaft mit Chet Atkins, seinem zukünftigen Mentor, der ihn als Talent für instrumentalisierte Kompositionen entdeckte. Atkins, einer der mächtigsten Männer der Country-Szene, war verantwortlich für die Aufnahmen und Künstler der RCA und arbeitete unter anderem mit Elvis Presley, Jim Reeves, Waylon Jennings, Charley Pride, Hank Snow und den Everly Brothers zusammen. Atkins zeichnete Reed auch als „Certified Guitar Player“ aus.
Aus der Arbeit mit RCA gingen drei Nummer-eins-Hits in den Country-Charts hervor: When You’re Hot, You’re Hot (1971), Lord, Mr. Ford (1973) und She Got the Goldmine (I Got the Shaft) (1982). Er erhielt 1971 sowie 1993 einen Grammy-Award für die beste Country-Instrumental-Performance. Reeds Songs wurden von vielen Künstlern gecovert, darunter Elvis Presley, Johnny Cash, Engelbert und Tom Jones. Reeds Schauspielkarriere begann 1975 mit seinem Debütfilm W.W. and the Dixie Dancekings. Bekannt wurde er mit der Rolle des Cledus Snow in den drei Smokey-and-the-Bandit-Filmen an der Seite von Burt Reynolds, Sally Field und Jackie Gleason. Er schrieb gemeinsam mit Dick Feller auch den Titelsong des ersten Films East Bound and Down, der in Reeds Interpretation zu einem Nummer-zwei-Hit in den Country-Charts wurde.

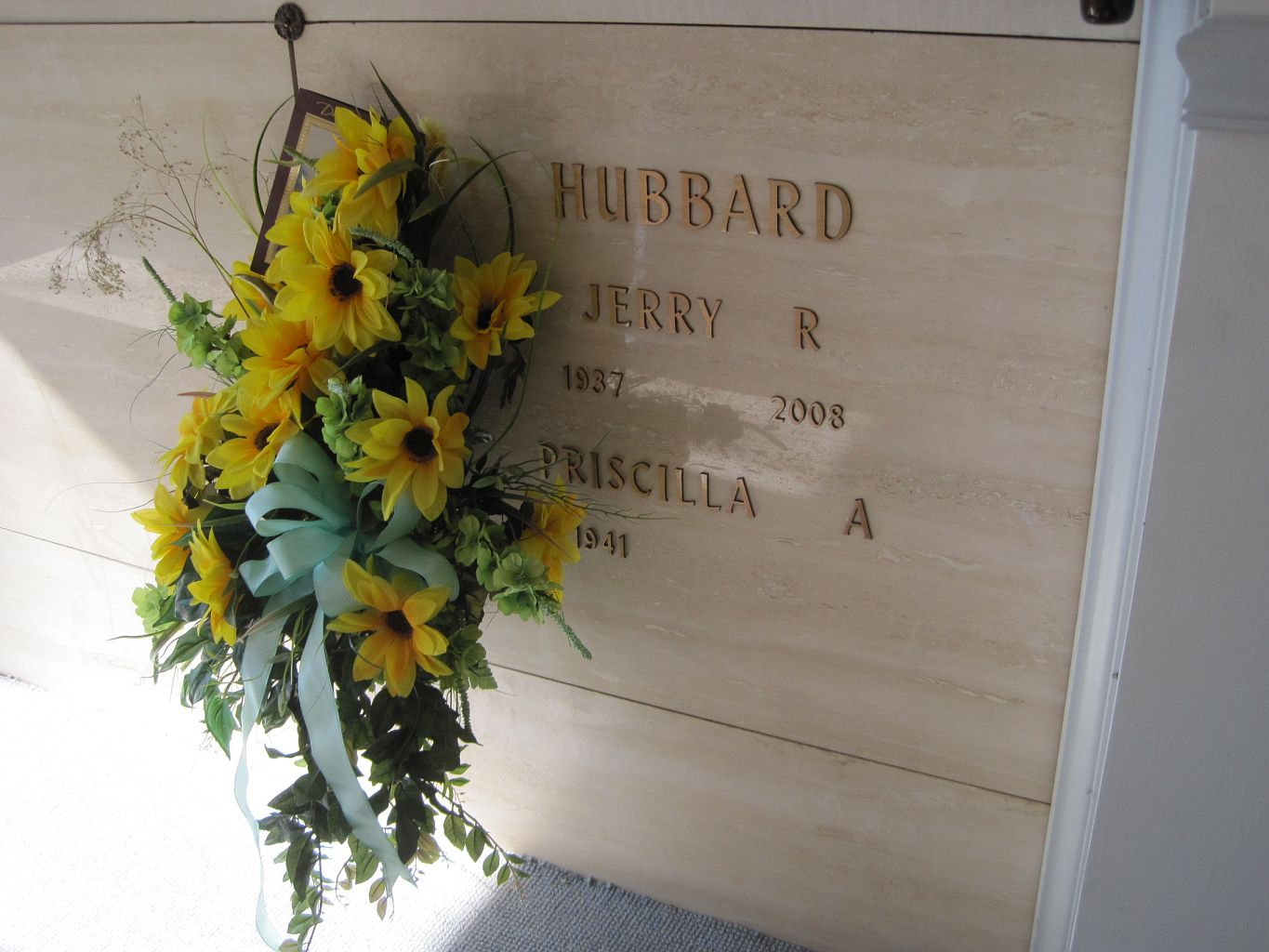
Reeds Grab auf dem Woodlawn Cemetery in Nashville

Ende 2004 zog sich Reed vom Showbusiness zurück und trat von da an nur noch sporadisch auf. 2008 veröffentlichte er das Album The Gallant Few. Das Werk widmete er, wie schon sein vorhergehendes Album Let’s Git It On, den US-amerikanischen Soldaten und Veteranen. Außerdem spendete er den Erlös beider CDs an einen Non-Profit-Fonds, der sich ebenfalls für die Veteranen einsetzt. Reed starb am 31. August 2008 an einem Lungenemphysem im Krankenhaus von Nashville. Er hinterließ seine Frau und zwei gemeinsame Töchter.
Reed wurde im September 2017 posthum in die Country Music Hall of Fame aufgenommen.

## Diskografie

### Alben
| Jahr | Titel                              | Höchstplatzierung, Gesamtwochen, AuszeichnungChartplatzierungen (Jahr, Titel, Platzierungen, Wochen, Auszeichnungen, Anmerkungen) | Höchstplatzierung, Gesamtwochen, AuszeichnungChartplatzierungen (Jahr, Titel, Platzierungen, Wochen, Auszeichnungen, Anmerkungen) | Anmerkungen     |
| Jahr | Titel                              | US | Country | Anmerkungen     |
| ---- | ---------------------------------- | --- | --- | --------------- |
| 1968 | Nashville Underground              | — | Country31 (6 Wo.)Country |                 |
| 1968 | Alabama Wild Man                   | — | Country31 (9 Wo.)Country |                 |
| 1969 | Jerry Reed Explores Guitar Country | — | Country41 (2 Wo.)Country |                 |
| 1970 | Cookin’                            | US194 (2 Wo.)US | Country33 (7 Wo.)Country |                 |
| 1970 | Georgia Sunshine                   | US102 (11 Wo.)US | Country10 (33 Wo.)Country |                 |
| 1971 | When You’re Hot, You’re Hot        | US45 (20 Wo.)US | Country2 (31 Wo.)Country |                 |
| 1971 | Ko-Ko Joe                          | US153 (5 Wo.)US | Country7 (22 Wo.)Country |                 |
| 1972 | Smell The Flowers                  | US196 (2 Wo.)US | Country18 (13 Wo.)Country |                 |
| 1972 | Me & Chet                          | — | Country24 (14 Wo.)Country | mit Chet Atkins |
| 1972 | The Best of Jerry Reed             | US116 (12 Wo.)US | Country4 (20 Wo.)Country |                 |
| 1972 | Jerry Reed                         | — | Country22 (6 Wo.)Country |                 |
| 1973 | Hot A’ Mighty                      | — | Country9 (12 Wo.)Country |                 |
| 1973 | Lord, Mr. Ford                     | US183 (4 Wo.)US | Country4 (17 Wo.)Country |                 |
| 1973 | The Uptown Poker Club              | — | Country13 (16 Wo.)Country |                 |
| 1974 | A Good Woman’s Love                | — | Country28 (5 Wo.)Country |                 |
| 1975 | Red Hot Picker                     | — | Country33 (6 Wo.)Country |                 |
| 1976 | Both Barrels                       | — | Country40 (7 Wo.)Country |                 |
| 1977 | Rides Again                        | — | Country41 (6 Wo.)Country |                 |
| 1977 | East Bound and Down                | — | Country10 (19 Wo.)Country |                 |
| 1978 | Sweet Love Feelings                | — | Country47 (3 Wo.)Country |                 |
| 1979 | Half Singin’ and Half Pickin’      | — | Country49 (1 Wo.)Country |                 |
| 1979 | Live! (At Exit Inn)                | — | Country45 (3 Wo.)Country |                 |
| 1980 | Jerry Reed Sings Jim Croce         | — | Country56 (4 Wo.)Country |                 |
| 1980 | Texas Bound And Flyin’             | — | Country43 (10 Wo.)Country |                 |
| 1982 | The Man With the Golden Thumb      | — | Country10 (29 Wo.)Country |                 |
| 1982 | The Bird                           | — | Country20 (24 Wo.)Country |                 |
| 1983 | Ready                              | — | Country34 (10 Wo.)Country |                 |
| 1991 | Sneakin’ Around                    | — | Country68 (1 Wo.)Country | mit Chet Atkins |

Weitere Alben
- 1967: The Unbelievable Guitar and Voice of Jerry Reed
- 1969: Better Things in Life
- 1970: Amos Moses
- 1970: Nashville Rambler
- 1972: Oh What A Woman
- 1973: Tupelo Mississippi Flash
- 1974: Mind Your Love
- 1979: Live At Exit Inn
- 1981: Dixie Dreams
- 1984: Greatest Hits
- 1984: My Best To You
- 1985: Collector’s Series
- 1986: Lookin’ At You
- 1989: Rockin’ With The Guitar Man
- 1994: Country Kicks
- 1995: Essential
- 1995: Flyin’ High
- 1997: Golden Classics Edition
- 1999: Super Hits
- 1999: Guitar Man
- 1999: Pickin
- 1999: Old Dogs With Friends
- 2000: Here I Am
- 2005: Jerry Reed Live, Still
- 2006: Let’s Git It On
- 2008: The Gallant Few

### Singles
| Jahr | Titel Album                                                                       | Höchstplatzierung, Gesamtwochen, AuszeichnungChartplatzierungen (Jahr, Titel, Album, Platzierungen, Wochen, Auszeichnungen, Anmerkungen) | Höchstplatzierung, Gesamtwochen, AuszeichnungChartplatzierungen (Jahr, Titel, Album, Platzierungen, Wochen, Auszeichnungen, Anmerkungen) | Anmerkungen                        |
| Jahr | Titel Album                                                                       | US | Country | Anmerkungen                        |
| ---- | --------------------------------------------------------------------------------- | --- | --- | ---------------------------------- |
| 1962 | Goodnight Irene –                                                                 | US79 (5 Wo.)US | — |                                    |
| 1962 | Hully Gully Guitar –                                                              | US99 (1 Wo.)US | — |                                    |
| 1967 | Guitar Man Unbelievable Guitar and Voice                                          | — | Country53 (9 Wo.)Country |                                    |
| 1967 | Tupelo Mississippi Flash Nashville Underground                                    | — | Country15 (15 Wo.)Country |                                    |
| 1968 | Remembering Nashville Underground                                                 | — | Country14 (22 Wo.)Country |                                    |
| 1968 | Oh What a Woman! Better Things in Life                                            | — | Country60 (6 Wo.)Country |                                    |
| 1969 | There’s Better Things in Life Better Things in Life                               | — | Country20 (10 Wo.)Country |                                    |
| 1969 | Are You from Dixie (’Cause I’m from Dixie Too) Jerry Reed Explores Guitar Country | — | Country11 (13 Wo.)Country |                                    |
| 1970 | Talk About the Good Times Georgia Sunshine                                        | — | Country14 (12 Wo.)Country |                                    |
| 1970 | Georgia Sunshine                                                                  | — | Country16 (11 Wo.)Country |                                    |
| 1970 | Amos Moses Georgia Sunshine                                                       | US8 Gold · (24 Wo.)US | Country16 (11 Wo.)Country | B-Seite: The Preacher and the Bear |
| 1971 | When You’re Hot, You’re Hot                                                       | US9 (12 Wo.)US | Country1 (15 Wo.)Country |                                    |
| 1971 | Ko-Ko Joe                                                                         | US51 (6 Wo.)US | Country11 (13 Wo.)Country |                                    |
| 1972 | Another Puff Ko-Ko Joe                                                            | US65 (5 Wo.)US | Country27 (11 Wo.)Country |                                    |
| 1972 | Smell the Flowers                                                                 | — | Country24 (11 Wo.)Country |                                    |
| 1972 | Alabama Wild Man Jerry Reed                                                       | US62 (8 Wo.)US | Country22 (22 Wo.)Country |                                    |
| 1972 | You Took All the Ramblin’ Out of Me Hot a’Mighty                                  | — | Country18 (10 Wo.)Country |                                    |
| 1973 | Lord, Mr. Ford                                                                    | US68 (7 Wo.)US | Country1 (15 Wo.)Country |                                    |
| 1973 | The Uptown Poker Club                                                             | — | Country25 (10 Wo.)Country |                                    |
| 1974 | The Crude Oil Blues A Good Woman’s Love                                           | US91 (5 Wo.)US | Country13 (10 Wo.)Country |                                    |
| 1974 | A Good Woman’s Love                                                               | — | Country12 (14 Wo.)Country |                                    |
| 1974 | Boogie Woogie Rock and Roll –                                                     | — | Country72 (6 Wo.)Country |                                    |
| 1974 | Let’s Sing Our Song Mind Your Love                                                | — | Country18 (12 Wo.)Country |                                    |
| 1975 | Mind Your Love                                                                    | — | Country64 (9 Wo.)Country |                                    |
| 1975 | The Telephone Mind Your Love                                                      | — | Country65 (9 Wo.)Country |                                    |
| 1975 | You Got a Lock on Me Red Hot Picker                                               | — | Country60 (8 Wo.)Country |                                    |
| 1976 | Gator Both Barrels                                                                | — | Country54 (8 Wo.)Country |                                    |
| 1977 | Semolita Rides Again                                                              | — | Country19 (12 Wo.)Country |                                    |
| 1977 | With His Pants in His Hand Rides Again                                            | — | Country68 (5 Wo.)Country |                                    |
| 1977 | East Bound and Down                                                               | — | Country2 (16 Wo.)Country |                                    |
| 1977 | You Know What Sweet Love Feelings                                                 | — | Country20 (12 Wo.)Country | mit Seidina Reed                   |
| 1978 | Sweet Love Feelings                                                               | — | Country39 (9 Wo.)Country |                                    |
| 1978 | I Love You (What Can I Say) Sweet Love Feelings                                   | — | Country10 (7 Wo.)Country |                                    |
| 1978 | Gimme Back My Blues Half Singin’ and Half Pickin’                                 | — | Country14 (14 Wo.)Country |                                    |
| 1979 | Second-Hand Satin Lady (And a Bargain Basement Boy) Half Singin’ and Half Pickin’ | — | Country18 (11 Wo.)Country |                                    |
| 1979 | (Who Was the Man Who Put) The Line in Gasoline Live! (At Exit Inn)                | — | Country40 (7 Wo.)Country |                                    |
| 1979 | Hot Stuff Live! (At Exit Inn)                                                     | — | Country67 (5 Wo.)Country |                                    |
| 1979 | Sugar-Foot Rag Texas Bound and Flyin’                                             | — | Country12 (14 Wo.)Country |                                    |
| 1980 | The Family Friendly Inn Texas Bound and Flyin’                                    | — | Country64 (6 Wo.)Country |                                    |
| 1980 | Texas Bound and Flyin’                                                            | — | Country26 (12 Wo.)Country |                                    |
| 1981 | Caffein , Nicotine, Benzedrine (And Wish Me Luck) Jerry Reed Sings Jim Croce      | — | Country80 (4 Wo.)Country |                                    |
| 1981 | The Testimony of Soddy Hoe Dixie Dreams                                           | — | Country87 (3 Wo.)Country |                                    |
| 1981 | Good Friends Make Good Lovers Dixie Dreams                                        | — | Country84 (2 Wo.)Country |                                    |
| 1981 | Patches The Man with the Golden Thumb                                             | — | Country30 (12 Wo.)Country |                                    |
| 1982 | The Man with the Golden Thumb                                                     | — | Country32 (13 Wo.)Country |                                    |
| 1982 | She Got the Goldmine (I Got the Shaft) The Man with the Golden Thumb              | — | Country1 (17 Wo.)Country |                                    |
| 1982 | The Bird                                                                          | — | Country2 (16 Wo.)Country |                                    |
| 1983 | Down on the Corner The Bird                                                       | — | Country13 (15 Wo.)Country |                                    |
| 1983 | Good Ole Boys Ready                                                               | — | Country16 (16 Wo.)Country |                                    |
| 1983 | I’m a Slave Ready                                                                 | — | Country58 (6 Wo.)Country |                                    |

Weitere Singles
- 1959: Soldier’s Joy
- 1961: Love and War (Ain’t Much Difference in the Two)
- 1965: If I Don’t Live It Up"
- 1965: Fightin’ For the U.S.A.
- 1977: The Legend
- 1980: Age
- 1986: Let It Go
- 1986: This Missin’ You’s a Whole Lotta Fun
- 1986: You Can’t Get the Hell Out of Texas
- 1995: Tryin’ Stuff On
- 1998: My Priscilla
- 2007: Christmas at the Mall

### Gastbeiträge
| Jahr | Titel Album                            | Höchstplatzierung, Gesamtwochen, AuszeichnungChartplatzierungen (Jahr, Titel, Album, Platzierungen, Wochen, Auszeichnungen, Anmerkungen) | Höchstplatzierung, Gesamtwochen, AuszeichnungChartplatzierungen (Jahr, Titel, Album, Platzierungen, Wochen, Auszeichnungen, Anmerkungen) | Anmerkungen                |
| Jahr | Titel Album                            | US | Country | Anmerkungen                |
| ---- | -------------------------------------- | --- | --- | -------------------------- |
| 1967 | Chet’s Tune –                          | — | Country38 (9 Wo.)Country | mit Some of Chet’s Friends |
| 1983 | Hold On, I’m Comin’ Waylon and Company | — | Country20 (14 Wo.)Country | mit Waylon Jennings        |
| 1985 | One Big Family –                       | — | Country61 (9 Wo.)Country | mit Heart of Nashville     |

## Filmografie (Auswahl)
- 1975: Ein Supertyp haut auf die Pauke (W.W. and the Dixie Dancekings)
- 1976: Mein Name ist Gator (Gator)
- 1977: Ein ausgekochtes Schlitzohr (Smokey and the Bandit)
- 1978: Trucker (High Ballin’)
- 1979: Hot Stuff
- 1979: The Concrete Cowboys
- 1980: Das ausgekochte Schlitzohr ist wieder auf Achse (Smokey and the Bandit II)
- 1983: Die Überlebenskünstler (The Survivors)
- 1983: Das ausgekochte Schlitzohr III (Smokey and the Bandit 3)
- 1985: Stand Alone
- 1986: What Comes Around
- 1988: BAT-21 – Mitten im Feuer (Bat 21)
- 1998: Waterboy – Der Typ mit dem Wasserschaden